# María Rodríguez Espinosa
María Rodríguez Espinosa (Madrid, 23 de febrer de 1647—14 de setembre de 1706), coneguda com María la Zapatera Santa o, simplement, María la Santa, va ser una sabatera espanyola, vinculada a l'orde de Clergues Regulars Menors, coneguda per haver estat un de model de virtut.
Nascuda a Madrid el 23 de febrer de 1647 i fou batejada el 12 de març a la parròquia de San Martín, era filla de Manuel Rodríguez Espinosa de los Monteros i d'Inés González de Torallo. Rebé una educació fonamentalment religiosa des de la infància de la mà del frares Andrés de Prada i, a la mort d'aquest, de Juan Carrasco Corregidor, tots dos membres de l'orde de clergues menors, a la qual continuà vinculada Rodríguez. Imitadora dels seus mestres i es va fer molt coneguda per ser una persona molt virtuosa, fins al punt que va guanyar-se el sobrenom «María la Zapatera Santa». En l'àmbit personal, va casar-se amb el mestre sabater Juan Rubio González, una persona també religiosa, i juntament amb el qual esdevingué membre de la comunitat de clergues menors. Tots dos va morir el 1706 i van ser enterrats en un nínxol del convent de Sancti Spiritus, on es feu enterrar més tard la filla de tots dos, Ángela Rubio, també notable per les seves virtuts.
Des de 1950, un carrer de Madrid, al districte de Puente de Vallecas, porta el seu nom.